# St. Martin (Eußenheim-Münster)

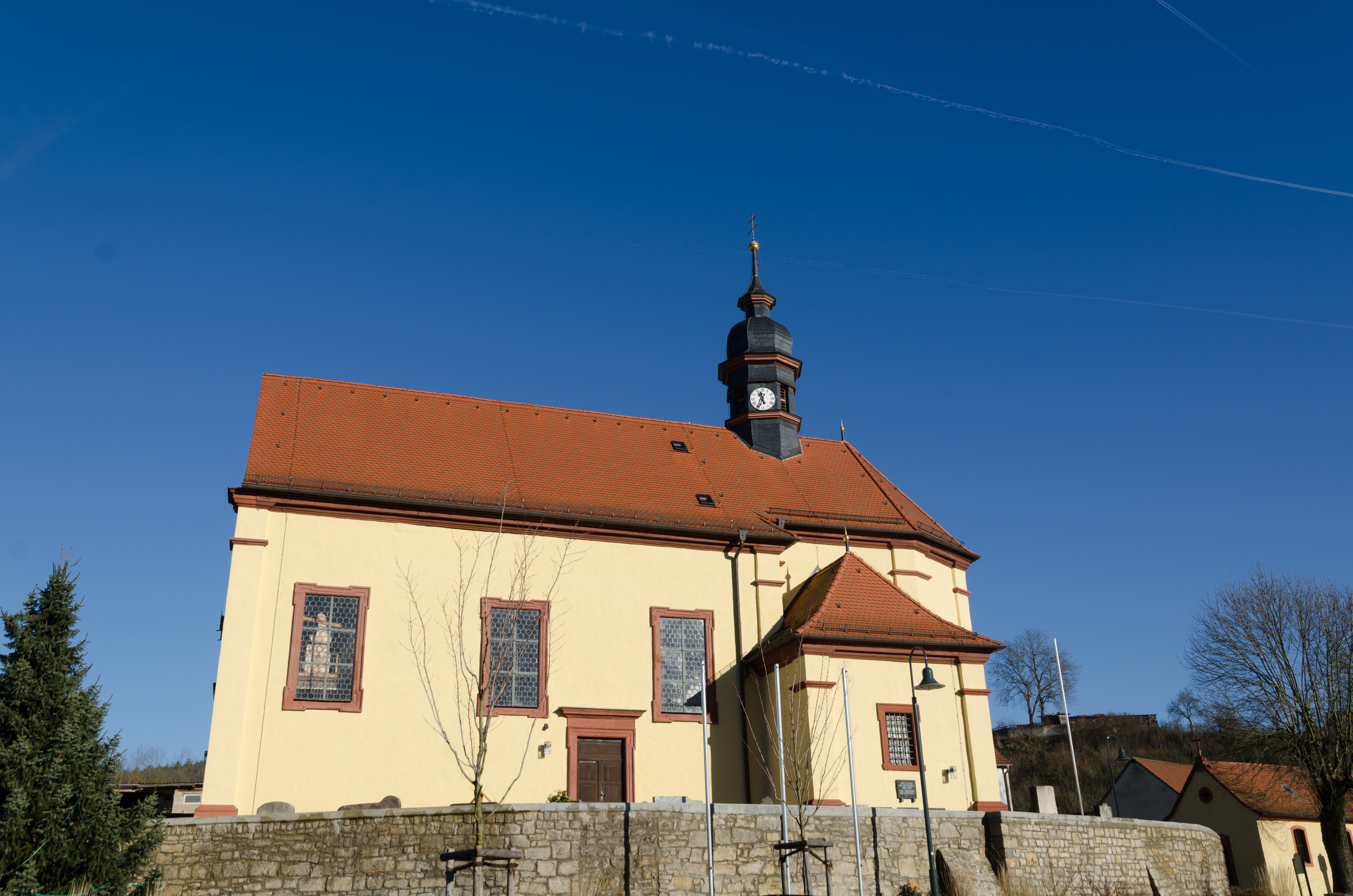
Die Kirche in Münster

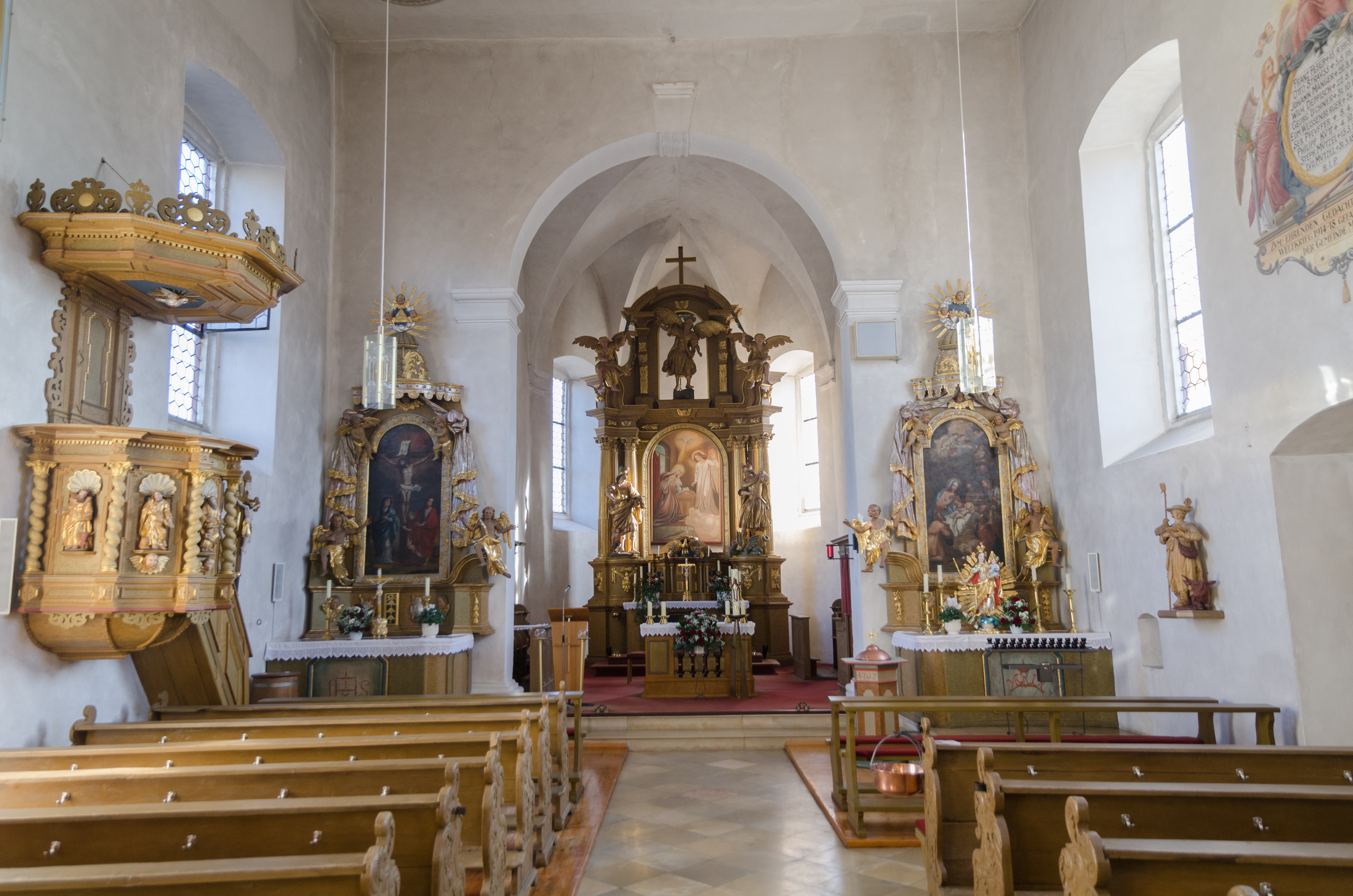
Innenraum der Kirche

Die römisch-katholische Filialkirche St. Martin ist die Dorfkirche von Münster, einem Ortsteil von Eußenheim im unterfränkischen Landkreis Main-Spessart. Sie gehört zu den Baudenkmälern von Eußenheim und ist unter der Nummer D-6-77-127-97 in die Bayerische Denkmalliste eingetragen.

## Geschichte
Eine Kirche mit dem Patrozinium St. Martin wird in Münster bereits 1491 erwähnt. An ihrer Stelle wurde unter Mitarbeit von Joseph Greising in den Jahren 1706 bis 1709 die heutige Kirche errichtet. Am 1. Oktober 1713 wurde sie eingeweiht. In den Jahren 2004 und 2005 fand eine Außenrenovierung der Kirche statt. Im Jahr 2006 wurde der 300. Jahrestag der Grundsteinlegung begangen.

## Beschreibung
Der Chor der Kirche befindet sich im Osten. Über dem Satteldach von Chor und Langhaus erhebt sich ein sechseckiger Dachreiter mit welscher Haube. Die Sakristei ist südlich an den Chor angebaut. Die Inneneinrichtung ist barock und stammt aus der Bauzeit. Am Hochaltar ist Mariä Verkündigung inmitten von Figuren der Heiligen Martin und Georg dargestellt, darüber der Erzengel Michael. Die Seitenaltäre zeigen als Altarbilder die Kreuzigung (links) und die Geburt Christi mit einer Figur der Muttergottes (rechts) unter Baldachinen, jeweils eingerahmt von Engeln. Der sechseckige Taufstein mit der Jahreszahl 1757 ist neben dem rechten Seitenaltar aufgestellt. An der Kanzel sind die vier Evangelisten dargestellt. Die Orgel wurde durch Johann Adam Höffner aus Würzburg im Jahr 1773 auf der westlichen Empore eingebaut. Das zentrale Deckengemälde, den heiligen Martin zu Pferd, und die Eckmedaillons der vier Kirchenlehrer schuf der Würzburger Maler Eulogius Böhler 1923. Die Figur des Christus Salvator über dem westlichen Hauptportal fertigte der Bildhauer Franz Schäflein aus dem Karlstädter Stadtteil Stadelhofen im Jahr 2006 aus Anlass der 300-jährigen Grundsteinlegung an.